# Craugastor vocalis
Craugastor vocalis es una especie de anfibio anuro de la familia Craugastoridae.

## Distribución geográfica
Esta especie es endémica de México. Habita en los estados de Sinaloa, Nayarit, Jalisco, Colima y Michoacán entre los 60 y 2150 m de altitud en la Sierra Madre Occidental.
Su presencia es incierta en Chihuahua y Sonora.

## Publicación original
- Taylor, 1940 : New species of Mexican Anura. University of Kansas Science Bulletin, vol. 26, n.º 11, p. 385-405[5]